# Lírico (MC)
David Gilaberte Miguel (Zaragoza, Aragón, 25 de diciembre de 1976), más conocido por su nombre artístico Lírico, es un rapero español, integrante del grupo de rap Violadores del Verso.

## Biografía
Lírico nació en Zaragoza, en el barrio del Actur el 25 de diciembre de 1976. Dio sus primeros pasos en el hip-hop en 1991 junto a Brutal (DJ), ambos formaban el grupo Gangsta Squad donde era conocido por ahora su segundo apodo, Gila; con el que grabaron la maqueta ...Es tan solo un aviso. En este disco se encuentra la primera colaboración con Kase.O, Hate (también conocido como Sho-Hai) y R de Rumba, haciéndose llamar Violadores del Verso. En Gangsta Squad su estilo era muy tenebroso y carecían de respeto. En 1998 Gangsta Squad, Bufank y Kase.O se fusionan y forman Violadores del Verso.
En 1999 su compañero de Gangsta Squad, DJ Brutal, abandona el grupo quedándose Lírico, Hate, Kase.O y R de Rumba. Lírico demuestra un total manejo en el rapeo culto, y lo demuestra en canciones como Asómate, No somos ciegos, Querer no es poder o diferentes canciones en solitario. Integra en el grupo Violadores del Verso en el que desarrollan un estilo que ha marcado la historia del rap en España. Se caracteriza por su inconfundible estilo, un hábil dominio de la métrica, el empleo frecuente de cultismos, notable en canciones como "Atrás" o "Rap solo universidad" y su voz disonante con respecto a las de Hate y Kase.O.
Después de varios años colaborando con algunos grupos como Beroots bangers, en 2012 prepara su primer disco en solitario que verá la luz el 18 de diciembre de 2012 y que llevará por título Un antes y un después. En el apartado de las colaboraciones participarán Sho-Hai, Kase.O, Evidence, Eddine Saïd, Kami y Malputo dest. Y en el apartado de las producciones cuenta con R de Rumba, Hazhe, El Cerebro, Cookin’ Soul, Focus, Sid Roams y Griffi.
El primer sencillo del LP, sacado el 16 de octubre de 2012 fue A fuego lento, la introducción, acompañado de videoclip, y el segundo, el 17 de diciembre de 2012, Gran Torino, también acompañado de videoclip. Además, entre estos dos sencillos, Lírico publicó videos en los que rapeaba párrafos de algunas de las canciones. Estas eran Estoy porque he venido, Zumo concentrado y Mente clara.
Ingresó el 4 de agosto de 2019 en la cárcel de Castellón de manera preventiva tras un altercado con una fan que le acosaba constantemente en el cual la policía, tras una llamada del propio Lírico, encontró a la mujer de 27 años herida en una zanja a pocos metros de él. Después de varios encontronazos con algunos compañeros de la prisión, David fue enviado a un centro psiquiátrico en el cual estuvo internado 20 días. Posteriormente regresó a la prisión de Castellón I en régimen de prevención de suicidios. Actualmente, ya fuera de la cárcel, se deja ver y oír con el resto de Violadores del Verso en diferentes canciones y videos recientes.

## Discografía

### Con Gangsta Squad
- ...Es tan solo un aviso (Maqueta) (1994)

### Con Violadores del Verso / Violadores del Verso|Doble V
- Violadores del verso (EP) (Avoid, 1998)
- Violadores del Verso presentan a Kase.O en: Mierda (maxi) (BOA, 1998)
- Genios (LP) (Avoid, 1999)
- Violadores del Verso + Kase.O Mierda (Reedición, Boa, 2001)
- Atrás (Maxi) (Rap Solo, 2001)
- Vicios y virtudes (LP) (Rap Solo, 2001)
- Tú eres alguien / Bombo clap (DVD directo) (Rap Solo, 2002)
- Vivir para contarlo / Haciendo lo nuestro (Maxi) (Rap Solo, 2006)
- Vivir para contarlo (LP) (Rap Solo, 2006)
- Gira 06/07 Presente (DVD en directo) (Rap Solo, 2007)

### En Solitario
- Un antes y un después (LP) (Rap Solo, 2012)

## Colaboraciones

### En solitario
- DJ Potas: Duro como el ritmo (Posse, 1994)
- Kase.O: Poker de ases (Dos rombos, 1995)
- El Puto Sark: Nuevo imperio (Estado de locura, 1995)
- Catastasis: Esezeta mc (1998)
- Suddak: Gran tema (Yo soy de letras, 2000)
- 995: Kramer y Kramer (con Capaz) (995 III - Kompetición, 2003)
- Nach: Ser o no ser (Poesía Difusa, 2003)
- Jota Mayúscula: Una vida Xtra (2004)
- R de Rumba: Amberes (con Rebel) (R de Rumba, 2004)
- 995: Flor y nata (con Zatu) (995 IV - Kompetición II, 2004)
- Hazhe: Querer no es poder (Creador series vol. 2, 2005)
- Erik B: Algo de jazz (Larga vida al rey, 2005)
- Yata: Lírico (Clases de disciplina Vol. 1, 2008)
- Tote King: No sonrío pero todo está bien (T.O.T.E., 2008)
- P8 Guevara: No me pierdas de vista (VIII y pico, 2010)
- Malputo Dest: Marcando estilo (Ilegal Mixtape Vol. 2, 2010)
- Beroots Bangers: Underground (Mainstream is dead, 2011)
- Sho Hai: La Cúpula (Doble Vida, 2011)
- El Chojin: Rap vs Racismo (El ataque de los que observan, 2011)
- General D: 10 años más tarde (Phunk Masters Series, 2012)
- Malputo Dest: Job well done (Educación de asfalto, 2014)
- Sho Hai: Únicos (Polvo, 2022)

### Con Violadores del Verso
- SFDK: Seguimos en línea (Desde los chiqueros, 2000)
- Hazhe: Nadie lo Haze como yo (Con el micrófono en la mano, 2000)
- Frank T: Línea D 4 (90 Kilos, 2001)
- Hablando en Plata: La rebelión de las máquinas (A sangre fría, 2001)
- Chulito Camacho: Pasa la vida (Las heridas del corazón, 2003)
- VVAA Fe (Zaragoza realidad, 2004)
- Laboratorio Hip Hop: Inédito del laboratorio con Supernafamacho)
- Xhelazz: Sólo importa el rap (El soñador elegido, 2007)
- Elphomega: Fuego camina conmigo (El testimonio libra, 2007)
- Soziedad Alkoholika: Política del miedo (Mala Sangre, 2008)